# 中村會 (角定)
中村會（中村会）位於埼玉縣久喜市本部的設置，日本的指定暴力團 六代目山口組旗下的3次團體。隸屬上部團體為 七代目奧州會津角定一家。前身為非指定暴力團・竹澤會（埼玉縣春日部市）的傘下組織。

## 最高幹部
- 會長 - 中村正一（七代目奧州會津角定一家總長代行）

## 下部團體（山口組的4次團體）
- 正龍會
- 俠和會
- 野澤組
- 水流會
- 道友會
- 一義會
- 谷川組